# カリナン
カリナン (The Cullinan) は、1905年に南アフリカのカリナン鉱山で発見された史上最大のダイヤモンド原石。3106カラット（621.2 g）あり、鉱山の所有者サー・トーマス・カリナンの名前にちなんで命名された。

## 出自
カリナンは、より大きな原石の一部であると考えられているが、その残りはいまだ発見されていない。
カリナンは南アフリカのトランスヴァール政府に売却され、そこから1907年11月9日、イギリス国王エドワード7世へ66歳の誕生日の贈り物として贈呈された。

## カット
エドワード7世はオランダ・アムステルダムにあるアッシャー社にカットを依頼し、9つの大きな石と96個の小さな石が切り出された。9つの石にはそれぞれカリナンIからIXの名が与えられ、すべてイギリス王室か王族個人が所有している。いくつかはロンドン塔で永久展示されている。
原石であるカリナンをカットするに当たっては、当時世界最高と呼ばれたダイヤ加工技師が呼ばれた。ダイヤモンドというのは、鉄より硬いその硬度で知られるが、内部に歪みがある場合は、ある一点をつけば容易に砕ける性質（へき開性）がある。ところがその一点というのは、当時は経験をつんだ技師にしかわかりえないものであった。どうにか、その一点を見つけ、カットしたまさにその時、技師は極度の緊張で失神してしまった。失神から立ち直った彼は、カットが成功したのを見てまた気絶したとの伝説があるが、イアン・バルフォー男爵の書いた"Famous Diamonds" (2000)でその事実は否定されている。実際はカットの後でシャンパンで成功を祝ったであろうとされる。

## カリナンI - IX
|              | カラット  | 状態 |
| ------------ | --------- | --- |
| カリナンI    | 530.20 ct | 「偉大なアフリカの星 (The Great Star of Africa)」と呼ばれる。世界最大のカットダイヤモンドだった（現在は世界第2位）。王笏 (Royal Scepter) に飾られている。現在もイギリス王室が所有しており、ロンドン塔で永久展示されている。 |
| カリナンII   | 317.40 ct | 大英帝国王冠 (Imperial State Crown of Great Britain) に飾られている。 |
| カリナンIII  | 094.40 ct | メアリー王妃の王冠 (Queen Mary's Crown) に飾られており、2つを合わせてペンダントとして使うこともできる。 |
| カリナンIV   | 063.60 ct | メアリー王妃の王冠 (Queen Mary's Crown) に飾られており、2つを合わせてペンダントとして使うこともできる。 |
| カリナンV    | 018.80 ct | メアリー王妃のブローチに飾られているが、新たな王冠を作るためにメアリーの王冠からコ・イ・ヌールが外されたため、その代わりにはめられることもある。                                                                            |
| カリナンVI   | 011.50 ct | エドワード7世が妻アレクサンドラに贈り、現在ではエリザベス2世所有のネックレスの一部となっている。 |
| カリナンVII  | 008.80 ct | 合わせてひとつのブローチとして使われている。 |
| カリナンVIII | 006.80 ct | 合わせてひとつのブローチとして使われている。 |
| カリナンIX   | 004.39 ct | メアリー王妃のために作られた指輪に飾られている。 |